# Павлова Анна Павлівна

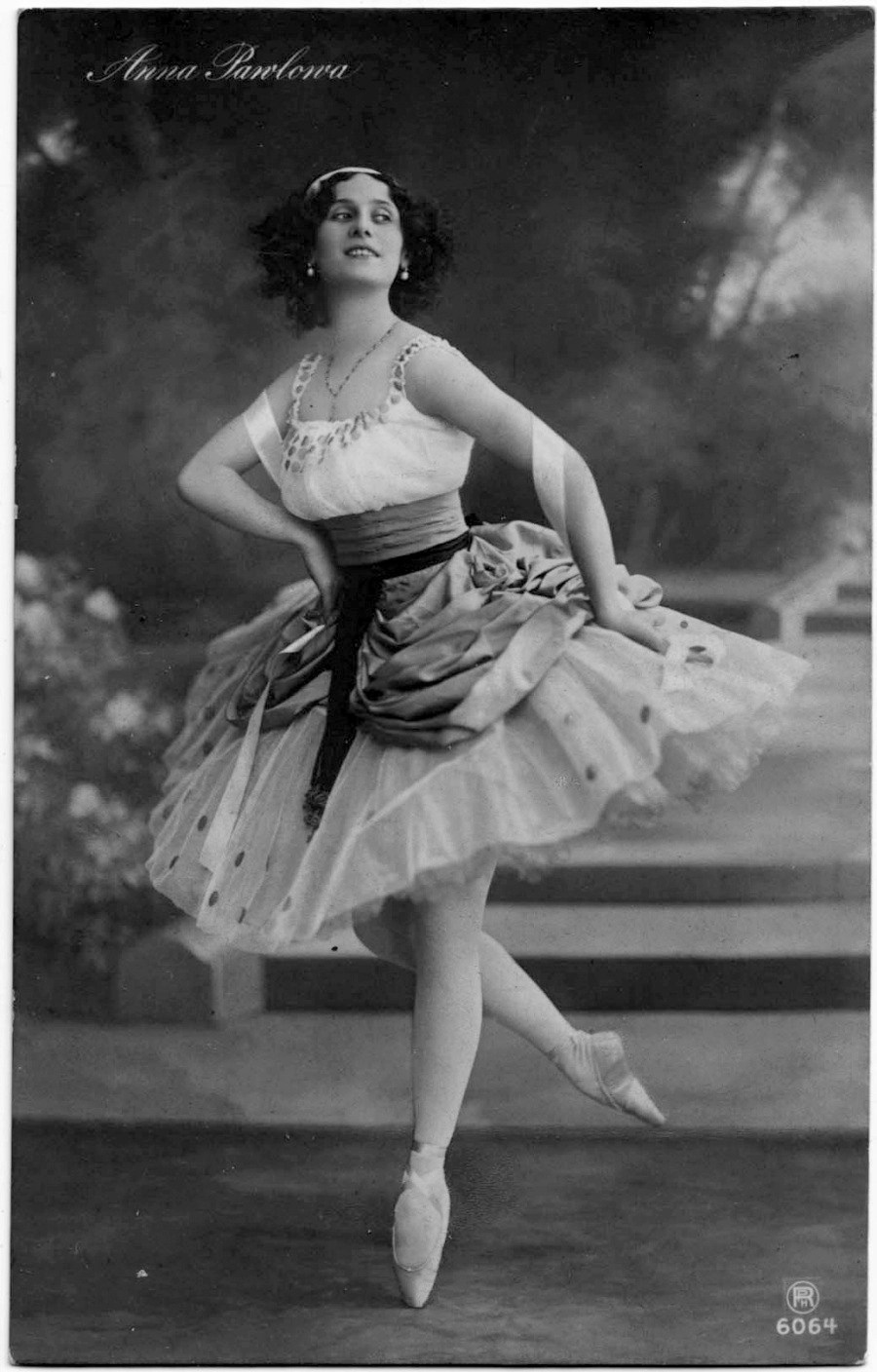
Анна Павлова

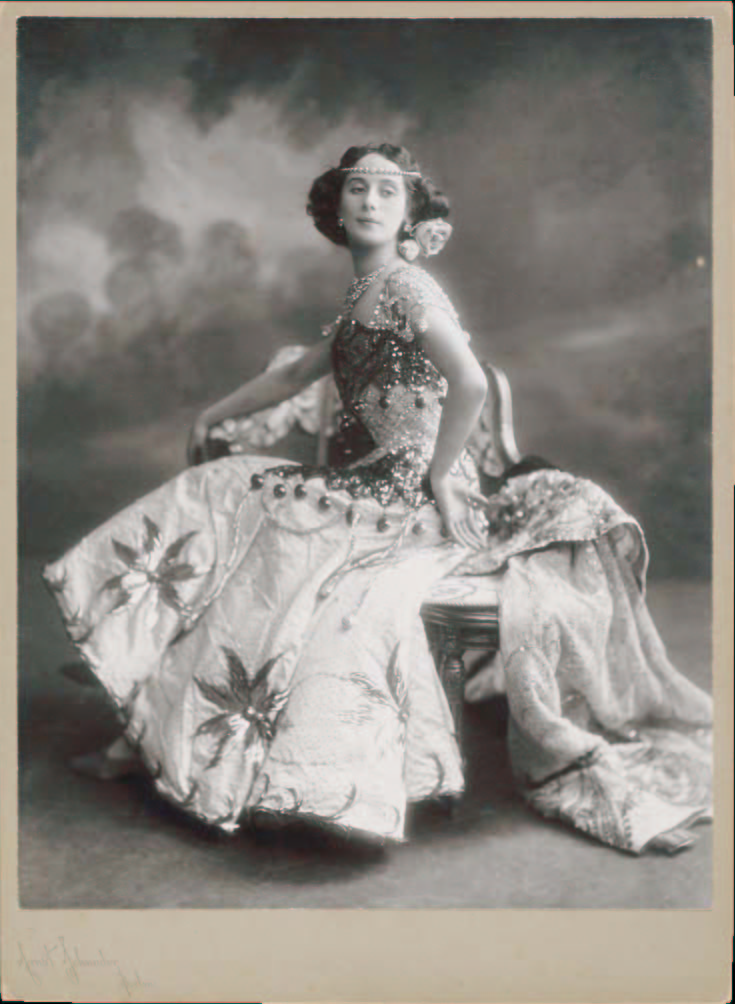
А. Павлова в театральному костюмі 1910 р.

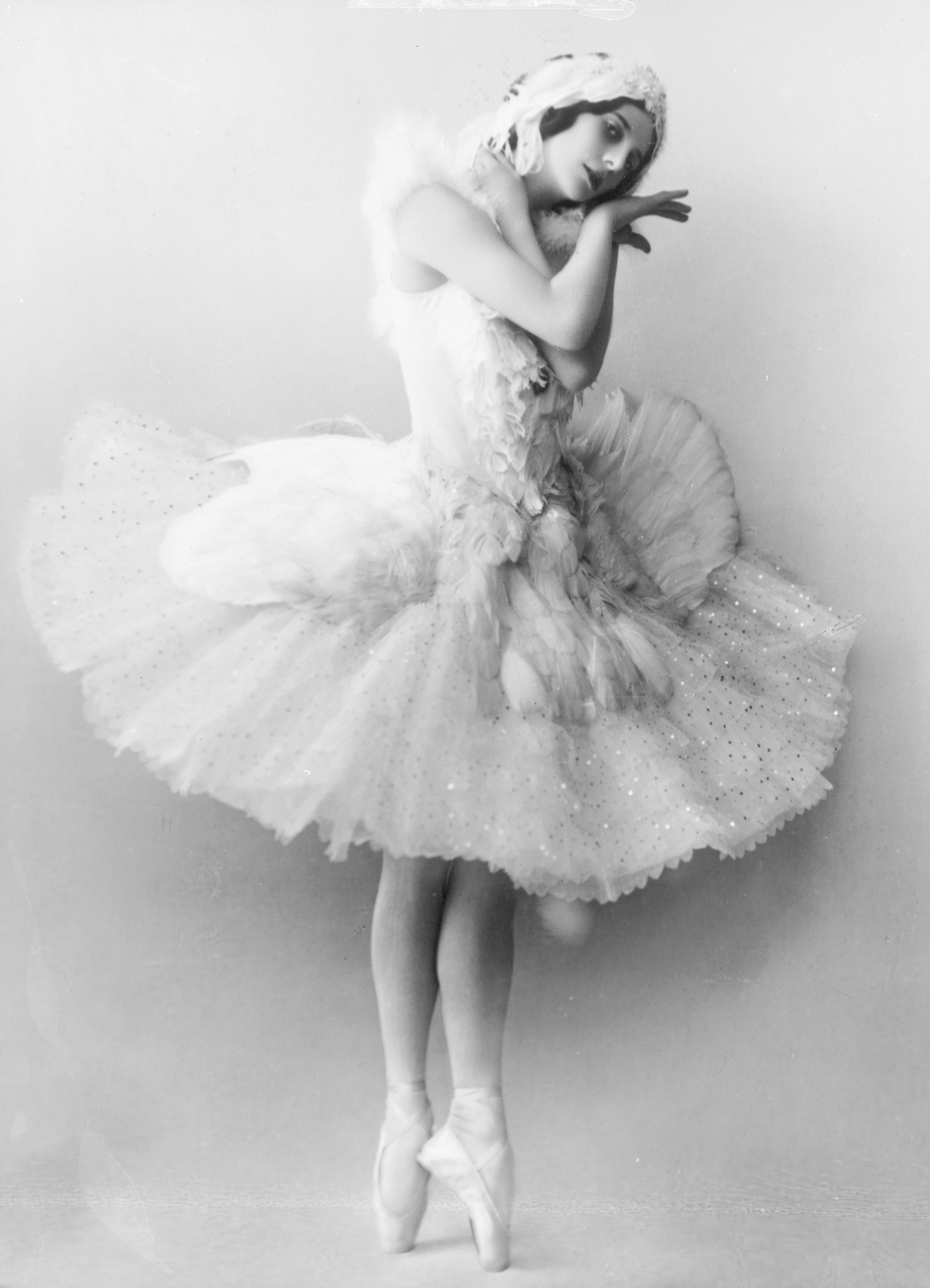
вмираючий лебідь

Анна Павлівна (Матвіївна) Павлова (рос. Анна Павловна (Матвеевна) Павлова; нар. 31 січня (12 лютого) 1881, Санкт-Петербург, Російська імперія — пом. 23 січня 1931, Гаага, Південна Голландія, Нідерланди) — російська артистка балету, одна з найвидатніших балерин XX століття.

## Життєпис
Мати Анни Павлової, праля Любов Федорівна Павлова, була одружена з відставним солдатом Матвієм Павловим, однак біографи сходяться на тім, що Анна Павлова була побічною дочкою Любові Федорівни й відомого залізничного підрядника й московського банкіра Лазаря Полякова.
Після закінчення Ваганівського училища, у 1899 році була прийнята в трупу Маріїнського театру. Танцювала партії в класичних балетах «Лускунчик», «Горбоконик», «Раймонда», «Баядерка», «Жізель». У 1906 році стала провідною танцівницею трупи.
Великий вплив на її виконавську манеру зробила спільна робота з балетмейстерами А. Горським і особливо Михайлом Фокіним. Анна Павлова виконувала головні ролі в балетах М. Фокіна «Шопеніана», «Павільйон Арміди», «Єгипетські ночі» і ін.

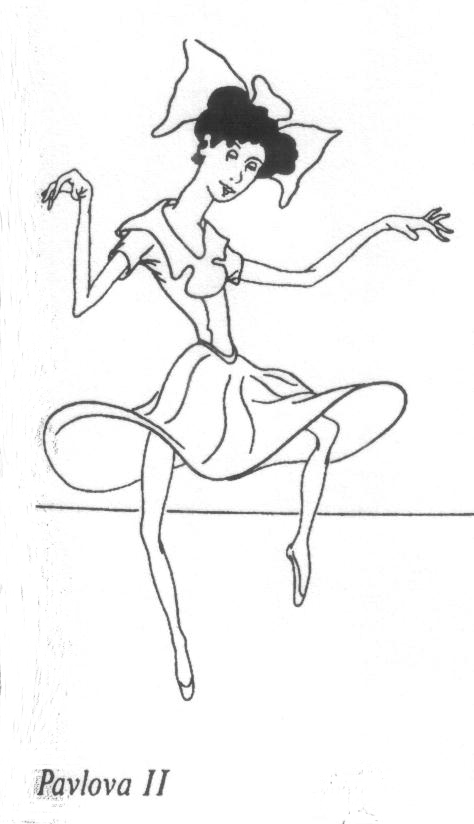
А. Павлова на карикатурі П. Робера, 1903 рік

У 1907 році на благодійному вечорі в Маріїнськім театрі Анна Павлова вперше виконала поставлену для неї М. Фокіним хореографічну мініатюру «Лебідь» (пізніше Умираючий лебідь), що стала згодом одним із символів російського балету XX століття.
У 1910 році перейшла на так назване положення «гастролерки», створила власну трупу. Разом із цією трупою гастролювала в багатьох країнах світу. Спеціально для трупи А. Павлової М. Фокіним були поставлені кілька балетів. Серед них — «Сім дочок гірського короля».
Останній виступ балерини в Маріїнському театрі відбувся у 1913 році, а в Росії — в 1914 році, після чого вона влаштувалася в Англії і в Росію більше не поверталася.
У 1921—1925 роках Анна Павлова гастролювала по США, організатором її гастролей був американський імпресаріо російського походження Соломон Юрок. 1921 року Анна Павлова також виступала в Індії і завоювала увагу індійської публіки в Делі, Бомбеї і Колкаті.
Ім'я Павлової ще при житті балерини стало легендарним. Померла вона в Гаазі, під час гастролей, 23 січня 1931 року від пневмонії. Незважаючи на бажання балерини повернутися на батьківщину, урна з її прахом перебуває в закритому колумбарії крематроію Голдерс-Грін в Лондоні. По легенді останніми її словами були: «Приготуйте мій костюм лебедя!». У 2009 році ці слова були винесені в заголовок російського фільму про смуток, тугу й очікування смерті.

## Визнання
- Під час австралійського турне Анна Павлова справила на публіку таке враження, що її ім'ям назвали дуже популярне тістечко, що стало національним символом Австралії.
- Анні Павловій присвячений п'ятисерійний фільм режисера Еміля Лотяну, знятий в 1983 році.
- На честь балерини названо астероїд 3055 Аннапавлова[10].